# Зисова къща
Зисовата къща (на гръцки: Οικία Ζήση) е къща в град Лерин, Гърция, обявена за паметник на културата.

## Местоположение
Къщата е на главната улица „Павлос Мелас“ № 24.

## История
Къщата е построена от Йоанис Зисис, андартски деец от Неред. Зисис купува приблизително осем акра от различни турски собственици и от 1920 до 1922 година издига къщата, в която на първия етаж настанява семейството си, а на втория – вдовицата на брат си, свещеник Константин Нередски, убит от български четници в 1900 година, с двете ѝ деца, Анастасиос Папаконстантину – тогава кмет на Лерин – и Стефанос Папаконстантину, адвокат.
В 1934 година в сградата се разполага Леринското педагогическо и образцово основно училище. В 1938 година е построена Девическата гимназия. В 1940 година, след избухването на Гръцко-италианската война, сградата е реквизирана от Гръцката армия за настаняване първоначално на войници, а по-късно е Военна болница.
През юли 1944 година сградата пострадва от съюзнически бомбардировки и по-късно е възстановена.

## Архитектура
Къщата е двуетажна неокласическа сграда с мазета. Площта на всеки етаж е 300 m2.